# Conner Huertas del Pino
Conner Huertas del Pino (* 20. Dezember 1995 in Lima) ist ein peruanischer Tennisspieler.

## Karriere
Huertas del Pino studierte zunächst an der East Tennessee State University und wechselte dann von 2015 bis 2017 an die Auburn University und spielte dort auch College-Tennis. Sein Studienfach war Supply-Chain-Management.
Nach seinem Studium konzentrierte er sich vollends auf seine Tenniskarriere. Hier war er vor allem mit seinem Bruder Arklon Huertas del Pino im Doppel erfolgreich – bis Ende 2021 gewann er 14 Titel auf der ITF Future Tour, die meisten davon mit Arklon. Das erfolgreichste Jahr war dabei 2019, als er 8 Titel gewann. Im Einzel schaffte er bislang einmal ins Finale, wo er gegen seinen Bruder verlor. Sein Karrierehoch im Einzel ist der 637. Rang in der Weltrangliste. Im Doppel stand er im Februar 2020 auf Platz 317. Sein bis dato einziger Erfolg auf der ATP Challenger Tour gelang Huertas del Pino im Januar 2022, als er an der Seite von Mats Rosenkranz das Turnier in Tigre gewinnen konnte. Zuvor hatte er bei keinem Challenger mehr als ein Match gewinnen können.
2021 gab er sein Debüt für die peruanische Davis-Cup-Mannschaft. In zwei Matches kam er zum Einsatz und verlor beide.

## Erfolge
| Legende (Anzahl der Siege) |
| Grand Slam                 |
| ATP Finals                 |
| ATP Tour Masters 1000      |
| ATP Tour 500               |
| ATP Tour 250               |
| ATP Challenger Tour (6)    |

### Doppel

#### Turniersiege
| Nr. | Datum              | Turnier               | Belag | Partner                 | Finalgegner                                          | Ergebnis         |
| --- | ------------------ | --------------------- | ----- | ----------------------- | ---------------------------------------------------- | ---------------- |
| 1.  | 8. Januar 2022     | Tigre                 | Sand  | Mats Rosenkranz         | Matías Franco Descotte Facundo Díaz Acosta           | 5:6 aufgg.       |
| 2.  | 25. Juni 2022      | Buenos Aires (1)      | Sand  | Arklon Huertas del Pino | Matías Franco Descotte Alejo Lorenzo Lingua Lavallén | 7:5, 4:6, [11:9] |
| 3.  | 4. November 2023   | Guayaquil             | Sand  | Arklon Huertas del Pino | Luca Margaroli Santiago Rodríguez Taverna            | 6:3, 6:1         |
| 4.  | 13. Januar 2024    | Buenos Aires (2)      | Sand  | Arklon Huertas del Pino | Max Houkes Lukas Neumayer                            | 6:3, 3:6, [10:6] |
| 5.  | 21. September 2024 | Cali                  | Sand  | Juan Carlos Aguilar     | Juan Sebastián Gómez Johan Alexander Rodríguez       | 5:7, 6:3, [10:7] |
| 6.  | 26. April 2025     | San Miguel de Tucumán | Sand  | Federico Zeballos       | Luciano Emanuel Ambrogi Máximo Zeitune               | 1:6, 6:2, [10:8] |